# 草山耳蕨
草山耳蕨（学名：Polystichum sozanense）为鳞毛蕨科耳蕨属下的一个种。

## 扩展阅读
- 維基物種上的相關：草山耳蕨